# Schlotheimia robillardii
Schlotheimia robillardii là một loài Rêu trong họ Orthotrichaceae. Loài này được Duby miêu tả khoa học đầu tiên năm 1877.